# Giuseppe Carcani
Giuseppe (Gioseffo) Carcani, také Carcano, (1703? Crema – 1779? Piacenza) byl italský varhaník a hudební skladatel.

## Život
O hudebních začátcích Giuseppe Carcaniho není nic známo. První zpráva o jeho osobě pochází z roku 1739, kdy vystřídal Johanna Adolfa Hasse na místě kapelníka Nemocnice pro nevyléčitelně nemocné v Benátkách (Ospedale degli Incurabili di Venezia). 4. září 1744 získal stejné postavení v katedrále v Piacenze (Cattedrale di Santa Maria Assunta e Santa Giustina). Toto místo zastával až do své smrti.
Od roku 1744 do roku 1760 byl také ředitelem kůru v chrámu Chiesa di San Giovanni in Canale a stal se významnou hudební osobnosti u parmského dvora. Předsedal v různých veřejných i soukromých hudebních funkcích. Nebyl však příliš oblíben u parmského ministra Guillaume du Tillot, a to natolik, že v roce 1760 nařídil, aby Giuseppe Carcani byl nahrazen v funkci hudebního ředitele Congregazione di Sant'Alessandro Carcaniho svým synem Giacomem.

## Dílo
Carcani byl velmi plodným skladatelem. Komponoval nejen chrámovou a instrumentální hudbu pro potřeby chrámové a pro potřeby parmského dvora, ale je i autorem několika oper, které se hrály i v Benátkách, Veroně a v Miláně.

### Opery
- Demetrio (libreto Pietro Metastasio, 1742, Crema, Teatro civico)
- Ambleto (libreto Apostolo Zeno a Pietro Pariati, 1742, Benátky, Teatro San Angelo)
- Alcibiade (libreto Gaetano Roccaforte, 1746, Benátky, Teatro S. Cassiano)
- Artaserse (libreto Pietro Metastasio, 1748, Piacenza, Teatro Ducale della Cittadella)
- Alcuni avvenimenti di Telemaco figliuolo d'Ulisse, re d'Itaca (libreto Guido Riviera, 1749, Piacenza, Regio Ducal Teatro)
- Il Trigrane (libreto Carlo Goldoni, 1750, Milán, Teatro Regio Ducale)
- Arianna e Teseo (libreto Pietro Pariati, 1757, Piacenza, Regio Ducal Teatro)
- L'Eumene (1757, Brescia, Teatro dell'Accad. degli Erranti)
- Olimpiade (libreto Pietro Metastasio, 1757, Mantova, R. D. Teatro Vecchio)

### Vokální hudba světská
- La concordia del tempo con la fama (cantata per 7 voci e strumenti, 1740, Benátky)
- Il trionfo della gloria (cantata per 4 voci, coro e strumenti, slova B. Giovanazzi, 1745, Piacenza)
- Serenada per 4 voci, coro e strumenti (1749, Piacenza)
- Nò, nò, credilo, Clori (cantata per 1 voce e strumenti)

### Duchovní hudba
- Giuditta figura di Cristo, di Maria e della Chiesa (oratorium, 1745, Foligno)
- Santa Barbara (oratorium, 1760, Benátky)
- Pastorale per la natività di Gesù Cristo (oratorium, Benátky)
- Cum invocarme per 4 voci e strumenti
- Gloria in excelsis per 4 voci e strumenti
- Laudate pueri per 4 voci e strumenti
- Nisi Dominus per 3 voci e strumenti
- 35 motet

### Instrumentální hudba
- Sinfonia per 2 violini e basso (1747)
- Sinfonia
- Sonata a 3 per 2 flauti e basso (1750 ca.)
- Sonata in 3 parti per 2 violini e basso continuo (1760 ca.)
- Quintetto in sol magg. per 2 flauti/violini, 2 corni e basso continuo
- Concertino notturno per 2 violini e basso continuo
- Movimento in fa magg. per clavicembalo (1746)